# Loalwa Braz
Loalwa Braz Vieira (Loalva, 3 tháng 6 năm 1953 – 19 tháng 1 năm 2017) là một ca sĩ và người viết bài hát người Brazil. Cô được biết đến như là giọng hát chính cho nhóm nhạc pop người Pháp-Brazil Kaoma với bài hát hit trên toàn thế giới "Lambada". Cô nói thành thạo bốn ngôn ngữ, có bài hát thu âm bằng tiếng tiếng Bồ Đào Nha mẹ đẻ, cũng như các ngôn ngữ Tây Ban Nha, Pháp và Anh.